# Paro simoni
Genre
Espèce
Paro simoni, unique représentant du genre Paro, est une espèce d'araignées aranéomorphes de la famille des Linyphiidae.

## Distribution
Cette espèce est endémique des îles Australes en Polynésie française. Elle se rencontre sur l'île de Rapa.

## Description
La femelle holotype mesure 7 mm.

## Publication originale
- Berland, 1942 : Polynesian spiders. Occasional Papers of the Bernice Pauahi Bishop Museum of Polynesian Ethnology and Natural History, vol. 17, no 1, p. 1-24 (texte intégral).